# Лекер (Павлодарская область)
Лекер (каз. Лекер) — упразднённое село в Баянаульском районе Павлодарской области Казахстана. Являлось административным центром и единственным населённым пунктом Лекерского сельского округа. Упразднено в 2013 г. Располагалось в 35 км к югу от Баянаула и в 245 км к югу от Павлодара. Код КАТО — 553653100.

## История
Село было названо по урочищу Лекер, где в XIX веке проживал Лекер-ходжа из рода Бегендык.
В селе располагался откормочный пункт «Лекер», который до 1980 года входил в состав РСХО «Баянаульское». До 1989 года находился на самостоятельном балансе, в 1989 году был передан совхозу «Баянаульский». Впоследствии преобразован в крестьянское хозяйство «Лекер».

## Население
В 1985 году в селе жили 392 человека, в 1999 году население села составляло 431 человек (210 мужчин и 221 женщина). По данным переписи 2009 года, в селе проживал 331 человек (166 мужчин и 165 женщин).